# گوانابو

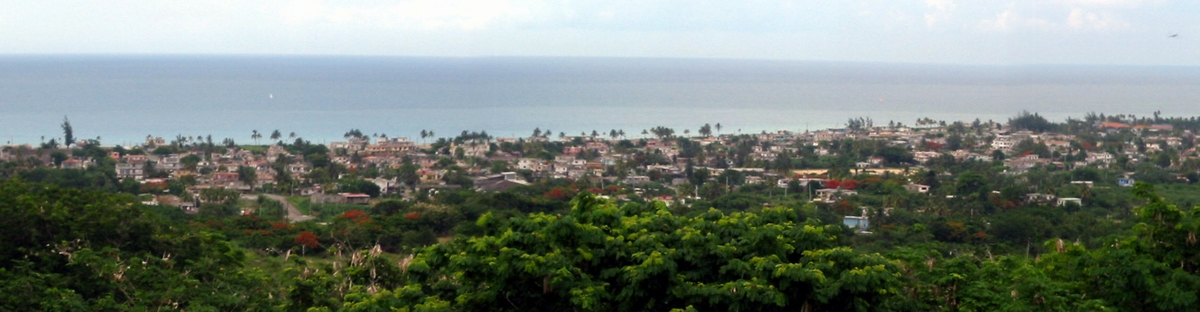
تصویری از نمای مایل منطقه گوانابو

گوانابو یک منطقهٔ مسکونی و شهر ساحلی در کوبا است که در هاوانا واقع شده‌است. این منطقه، که به عنوان بخشی از هاوانا دل استه شناخته می‌شود، به دلیل برخورداری از سواحل زیبا، آب و هوای معتدل و زیرساخت‌های در حال توسعه، همواره مورد توجه ساکنان و گردشگران قرار داشته و به یکی از نواحی پویای شهری در پایتخت تبدیل شده است.

## تاریخچه
گوانابو از دیرباز یکی از نواحی مستقر در حوالی هاوانا بوده که در دوران استعمار اسپانیا شکل گرفته و به تدریج در پی استقلال و توسعه اقتصادی، با تغییرات اجتماعی و فرهنگی متعددی مواجه شده است. در دهه‌های اخیر، این منطقه با سرمایه‌گذاری‌های دولتی و خصوصی، از یک محله مسکونی سنتی به شهری با امکانات تفریحی و گردشگری مدرن تبدیل شده است.

## جغرافیا و موقعیت
گوانابو در قسمت شرقی هاوانا و در حومهٔ هاوانا دل استه قرار دارد. موقعیت جغرافیایی آن با داشتن سواحل و دسترسی مستقیم به دریا، ویژگی‌های طبیعی منحصربه‌فردی از قبیل آب و هوای گرمسیری و چشم‌اندازهای دریایی را به همراه دارد. این عوامل موجب شده‌اند تا گوانابو علاوه بر نقش مسکونی، به عنوان یک مقصد گردشگری و تفریحی نیز شناخته شود.

## اقتصاد و گردشگری
با توجه به ظرفیت‌های طبیعی و موقعیت استراتژیک، گوانابو در سال‌های اخیر شاهد رشد اقتصادی قابل توجهی بوده است. بخش گردشگری از طریق ایجاد هتل‌ها، رستوران‌ها و امکانات ورزشی-تفریحی، علاوه بر جذب گردشگران داخلی و خارجی، به توسعه کسب‌وکارهای کوچک و محلی کمک کرده است. همچنین، فعالیت‌های اقتصادی متنوعی در بخش خدمات و ساخت و ساز در این منطقه رونق یافته که هم موجب بهبود سطح زندگی ساکنان و هم افزایش درآمدهای منطقه شده است.

## فرهنگ و اجتماع
ساکنان گوانابو در کنار پیشرفت‌های مدرن، به حفظ هویت فرهنگی و سنت‌های محلی اهمیت می‌دهند. جشنواره‌های محلی، مراسم سنتی و فعالیت‌های هنری، بازتاب‌دهنده تاریخچه و میراث چندلایه این ناحیه هستند. این رویدادهای فرهنگی به ایجاد تعامل میان نسل‌های مختلف و تقویت حس همبستگی اجتماعی کمک شایانی نموده و گواه زنده‌ای از تاریخ پربار کوبا به شمار می‌آیند.

## زیرساخت‌ها
توسعه زیرساخت‌های شهری در گوانابو، از جمله بهبود شبکه‌های حمل و نقل، جاده‌ها و ایجاد فضاهای عمومی، نقش مهمی در ارتقای کیفیت زندگی ساکنان داشته است. پروژه‌های شهری در این منطقه علاوه بر افزایش استانداردهای زندگی، به جذب سرمایه‌گذاری و ترویج فعالیت‌های گردشگری نیز منجر شده‌اند.